# Berlinia tomentella
Berlinia tomentella är en ärtväxtart som beskrevs av Ronald William John Keay. Berlinia tomentella ingår i släktet Berlinia och familjen ärtväxter. Inga underarter finns listade i Catalogue of Life.